# 深圳体育場
深圳体育場（しんせんたいいくじょう、簡体字中国語: 深圳体育场）は、中華人民共和国の広東省深圳市にある多目的スタジアム。

## 概要
1993年に建設された。収容人数は34,958人、敷地面積は24,892平方メートル。主にサッカーの試合に用いられる。
2001年には、中華人民共和国全国運動会サッカー競技の会場となった。また、2011年には夏季ユニバーシアードの会場となった。
現在、中国サッカー・甲級リーグに所属する深圳紅鑽がホームスタジアムとして利用している。

## 交通アクセス
最寄りの駅は深圳地下鉄3号線（竜崗線）の通新嶺駅で、駅より徒歩約15分。